# Алекса Радовановић
Алекса Радовановић (Медвеђа, 2. август 1900 — Медвеђа, 23. јун 2004) био је последњи живи солунски ратник, председник „Удружења ратника од 1912. до 1920. године” и учесник оба Светска рата.

## Биографија
Рођен је 2. августа 1900. године у Медвеђи. Са непуних петнаест година ступио је добровољно у комитску чету војводе Косте Војновића. Почетком октобра 1914. године, у обрачуну са Бугарима, био је рањен. Потом је учествовао у повлачењу преко Албаније, пробијању Солунског фронта и борбама за ослобођење Југославије.
Јануара 1919. године позван је на одслужење војног рока, које је осамнаест месеци служио у Краљевој гарди у Београду.
Као добровољац, добио је од краља Александра пет хектара земље код Урошевца. Године 1932. се запослио у жандармерији и службовао у Приштини, Сплиту, Мостару, Пећи и Призрену.
Други светски рат га је затекао у Призрену, где се прикључио партизанима. Из рата је изашао са чином мајора.
Сем Алексе, добровољци у Првом и Другом светском рату били су и његова два брата. Старијег Радивоја Немци су стрељали у Прокупљу, а млађег Радована у Урошевцу. И Радивојев син Милисав био партизански борац од 1941. године.
Носилац је бројних признања, ордена и медаља Француске, Краљевине Југославије и ФНР Југославије.
Умро је 23. јуна 2004. године и сахрањен је у засеоку Марићи код Медвеђе. Његов отац је живео 105 година, а мајка 85.
Иза себе је оставио шест кћери, 12 унучади, 24 праунучади и четворо чукунунучади.